# Ha Mei Wan
Ha Mei Wan (kinesiska: 下尾灣, 下尾湾) är en vik i Hongkong (Kina). Den ligger i den centrala delen av Hongkong.